# Lynndie England
Lynndie Rana England (nascida em 8 de novembro de 1982) é uma ex-soldado da Reserva do Exército dos Estados Unidos que serviu na 372ª Companhia da Polícia Militar e ficou conhecida por seu envolvimento no escândalo de tortura e abuso de prisioneiros em Abu Ghraib. Ela foi um dos onze militares condenados em 2005 por cortes marciais do Exército por maltratar detentos e outros crimes relacionados a tortura e ao abuso de prisioneiros na prisão de Abu Ghraib, em Bagdá, durante a ocupação do Iraque. Ela foi condenada a três anos de prisão e dispensada desonrosamente do Exército. England cumpriu sua sentença de prisão de 2005 a 2007, quando foi liberada em liberdade condicional.

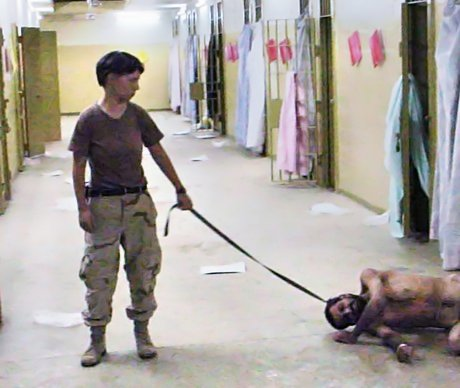
Lynndie England arrastando um prisioneiro

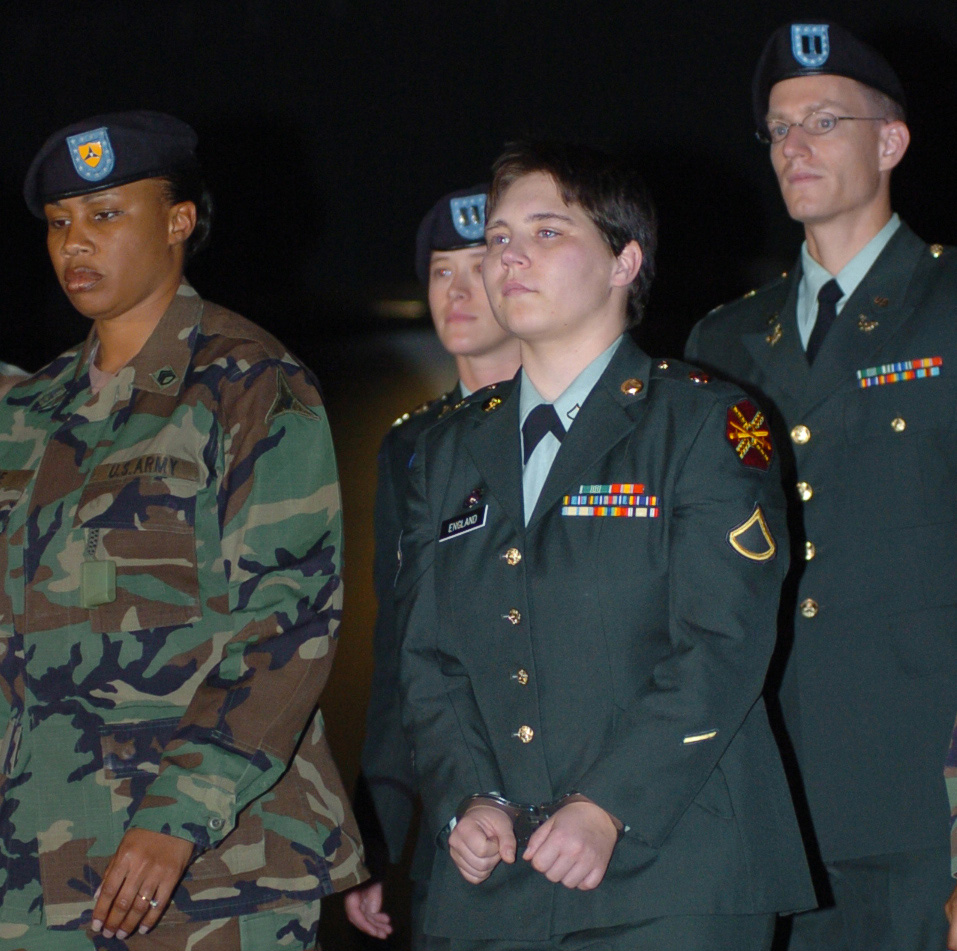
England sendo escoltada para fora do tribunal militar após ser condenada a três anos de prisão.